# 애슬론 64 X2

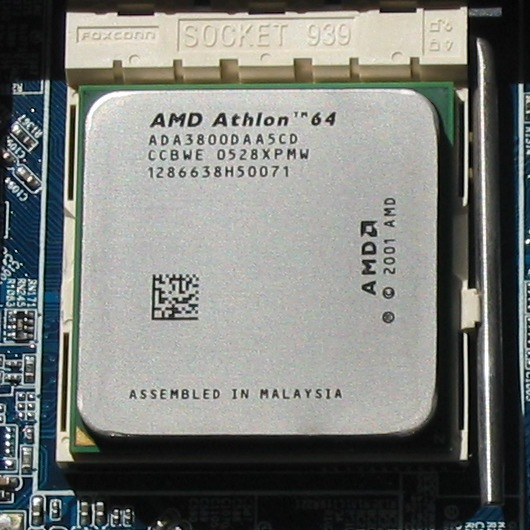
애슬론 64 X2 E6 3800+

애슬론 64 X2(Athlon 64 X2)는 미국 AMD사가 제조한 AMD K9 기반의 최초의 X86 네이티브 듀얼 코어 데스크톱 CPU로, 멀티 코어 CPU에 속한다. SSE3를 지원하며 소켓 AM2의 애슬론 64 X2는 가상화 기술인 AMD-V(X86 가상화)를 지원한다. 인텔 코어 2의 듀얼 코어 제품군과 다르게 2차 캐시를 공유하지 않는다. 애슬론 X2는 브리즈번 저전력 제품군과 쿠마 프로세서에 쓰이는 이름이다.

## CPU 정보

### 애슬론 64 X2
| 맨체스터 | E4     | 90nm SOI | 2000 - 2400 | 코어당 64KB 데이터 캐시 + 64KB 명령어 캐시 | 코어당 256KB 또는 512 KB         | DDR1 | 소켓 939 | 2.0 | 1.35 - 1.4  |                 |                                                                       |
| 맨체스터 | E4     | 90nm SOI | 2000 - 2400 | 코어당 64KB 데이터 캐시 + 64KB 명령어 캐시 | 코어당 256KB 또는 512 KB         | DDR1 | 소켓 939 | 2.0 | 1.35 - 1.4  | SSE, SSE2, SSE3 | MMX (명령어 집합), 확장된 3DNow!, AMD64, Cool'n'Quiet, NX 비트        |
| 톨레도   | E6     | 90nm SOI | 2000 - 2400 | 코어당 64KB 데이터 캐시 + 64KB 명령어 캐시 | 코어당 512 KB 또는 1MB           | DDR1 | 소켓 939 | 2.0 | 1.35 - 1.4  |                 |                                                                       |
| 톨레도   | E6     | 90nm SOI | 2000 - 2400 | 코어당 64KB 데이터 캐시 + 64KB 명령어 캐시 | 코어당 512 KB 또는 1MB           | DDR1 | 소켓 939 | 2.0 | 1.35 - 1.4  | SSE, SSE2, SSE3 | MMX (명령어 집합), 확장된 3DNow!, AMD64, Cool'n'Quiet, NX 비트        |
| 윈저     | F2, F3 | 90nm SOI | 2000 - 3200 | 코어당 64KB 데이터 캐시 + 64KB 명령어 캐시 | 코어당 256KB 또는 512KB 또는 1MB | DDR2 | 소켓 AM2 | 2.0 | 1.25 - 1.35 |                 |                                                                       |
| 윈저     | F2, F3 | 90nm SOI | 2000 - 3200 | 코어당 64KB 데이터 캐시 + 64KB 명령어 캐시 | 코어당 256KB 또는 512KB 또는 1MB | DDR2 | 소켓 AM2 | 2.0 | 1.25 - 1.35 | SSE, SSE2, SSE3 | MMX (명령어 집합), 확장된 3DNow!, AMD64, Cool'n'Quiet, NX 비트, AMD-V |
| 브리즈번 | G1, G2 | 65nm SOI | 1900 - 3100 | 코어당 64KB 데이터 캐시 + 64KB 명령어 캐시 | 코어당 512 KB                    | DDR2 | 소켓 AM2 | 2.0 | 1.15 - 1.20 |                 |                                                                       |
| 브리즈번 | G1, G2 | 65nm SOI | 1900 - 3100 | 코어당 64KB 데이터 캐시 + 64KB 명령어 캐시 | 코어당 512 KB                    | DDR2 | 소켓 AM2 | 2.0 | 1.15 - 1.20 | SSE, SSE2, SSE3 | MMX (명령어 집합), 확장된 3DNow!, AMD64, Cool'n'Quiet, NX 비트, AMD-V |

### 애슬론 X2
애슬론 X2는 64가 제품명에서 제외되었으나 AMD64를 지원한다. 브리즈번 저전력 제품군과 쿠마 프로세서에 쓰이는 이름이다.
| 쿠마 | ? | 65nm SOI | ? | 코어당 64KB 데이터 캐시 + 64KB 명령어 캐시 | 코어당 512 KB | 통합된 2MB | DDR2 | 소켓 AM2+ | 3.0 | ? |                        |                                                                       |
| 쿠마 | ? | 65nm SOI | ? | 코어당 64KB 데이터 캐시 + 64KB 명령어 캐시 | 코어당 512 KB | 통합된 2MB | DDR2 | 소켓 AM2+ | 3.0 | ? | SSE, SSE2, SSE3, SSE4A | MMX (명령어 집합), 확장된 3DNow!, AMD64, Cool'n'Quiet, NX 비트, AMD-V |

## 같이 보기
- 병렬 컴퓨팅